# 中小企業共通EDI標準
中小企業共通EDI標準（ちゅうしょうきぎょうきょうつうイーディーアイひょうじゅん）とは、
業種を横断し、大企業と中小企業とをつなぐための中小企業のプラットフォームとして、国際標準であるCEFACTに準拠して策定された電子データ交換 (EDI) の標準仕様。
中小企業庁委託事業「平成28年度経営力向上・IT基盤整備支援事業（次世代企業間データ連携調査事業）」において、中小企業の生産性をより一層向上させることを目的として、ITコーディネータ協会に委託して実証調査を行い、2018年（平成30年）3月にとりまとめ公表した。
実証調査事業に参加したIT企業が開発した中小企業標準EDI標準対応アプリケーションやプロバイダサービスが提供されており、普及が始まっている。
さらに、中小企業庁では、金融庁との協力により、中小企業標準EDI標準をベースにして受発注情報を活用した商流EDIを、2018年末に稼働予定の金融EDIとの接続・連携の実証調査を行い、金融機関と接続し、自動記帳、自動仕訳、さらに売掛金の自動消込など中小企業の抜本的な生産性向上が期待出来る標準仕様の拡張を行うことを計画している。